# 990
Cette page concerne l'année 990  du calendrier julien. Pour l'année 990 av. J.-C., voir 990 av. J.-C. Pour le nombre 990, voir 990 (nombre).
L'année 990 est une année commune qui commence un mercredi.

## Événements
- 28 février : dans son testament, le vicomte Guillaume de Béziers et Agde lègue à sa fille Garsinde la cité de Béziers. Le comte Raymond Roger de Carcassonne épousera Garsinde de Béziers[1].
- Printemps : le basileus Basile II va mettre Thessalonique en état de défense et entreprend une guerre contre l’empire bulgare. Elle aboutit à la reprise de Berrhoé (994)[2].
- Mai : Gerbert d'Aurillac se rapproche des Capétiens, sans doute par l'intermédiaire de l’évêque de Langres Brunon, son élève à l’école épiscopale de Reims[3].
- 7 juin : Guillaume de Volpiano, nommé par Eudes-Henri, duc de Bourgogne, frère de Hugues Capet, est investi abbé de Saint-Bénigne de Dijon. Il réforme l'abbaye dans l'esprit de Cluny[4].
- 28 juillet : après avoir pris Nantes, Conan le Tors prend le titre de duc de Bretagne dans une charte en faveur de l'abbaye du Mont-Saint-Michel[5].
- Juillet : le concile de Senlis confirme l'excommunication portée par Arnoul, archevêque de Reims, de ceux qui se sont emparés de cette ville (Arnoul lui-même en a favorisé la prise par son oncle Charles[6]).
- Septembre : Hugues Capet et son fils Robert ravagent le Raincien et le Laonnais ; Charles de Lorraine et Arnoul sortent de Laon, mais Hugues se replie sans combattre. Isolé, Hugues offre le comté de Dreux à Eudes Ier de Blois en échange de son aide, sans résultat[3].

- Guillaume Fierabras abdique et se retire à l'abbaye Saint-Cyprien de Poitiers puis à l'abbaye de Saint-Maixent[7]. Guillaume V le Grand devient duc d’Aquitaine (fin en 1030). Descendant de Ramnulf Ier de Poitiers, il administre au mieux une Aquitaine florissante entre la Loire et la Garonne. Il conserve une certaine influence dans l’élection des évêques et la fidélité de ses vassaux comme le comte d’Angoulême ou le vicomte de Limoges.
- Synode du Puy : le clergé fonde la première organisation destinée à faire respecter la Paix de Dieu[3].
- Concile de Narbonne sur les moyens d'empêcher l'usurpation des biens ecclésiastiques. Il rassemble plusieurs nobles locaux[1].
- Pèlerinage à Jérusalem de Garin, abbé de Saint-Michel de Cuxa ; il y reste trois ans (990-993), envoyé en mission charitable par le pape Jean XV[8].